# Serduszka (roślina)
Serduszka (Dicentra Borkh. ex Bernh.) – rodzaj bylin z rodziny makowatych. Obejmuje 8 gatunków. Rośliny te występują w Ameryce Północnej (w Kanadzie i Stanach Zjednoczonych) oraz w północno-wschodniej Azji (Japonia i Rosyjski Daleki Wschód). Niektóre gatunki uprawiane są jako ozdobne i wykorzystywane jako rośliny lecznicze.

## Morfologia
Rośliny mają krótkie, u niektórych gatunków bulwiaste, kłącze. Liście są pierzastodzielne lub pierzastosieczne, przeważnie dolnołodygowe, natomiast kwiaty są dwubocznie symetryczne, o dwudziałkowym, szybko opadającym kielichu i czterech płatkach korony. Dwa zewnętrzne płatki korony tworzą ostrogi. Owocem jest wielonasienna torebka.

## Systematyka
Pozycja systematyczna
Rodzaj z rodziny makowatych Papaveraceae, w której obrębie zaliczany jest do podrodziny dymnicowych Fumarioideae, plemienia Fumarieae i podplemienia Corydalinae.
Wykaz gatunków
- Dicentra canadensis (Goldie) Walp.
- Dicentra cucullaria (L.) Bernh. – serduszka kapturkowe
- Dicentra eximia (Ker Gawl.) Torr. – serduszka wspaniałe
- Dicentra formosa (Andrews) Walp.
- Dicentra nevadensis Eastw.
- Dicentra pauciflora S.Watson
- Dicentra peregrina (Rudolph) Makino
- Dicentra uniflora Kellogg

Zaliczane tu tradycyjnie serduszka okazałe Dicentra spectabilis są we współczesnych ujęciach zwykle wyłączane w monotypowy rodzaj Lamprocapnos jako Lamprocapnos spectabilis.